# Idalino Monges
Idalino Monges   (Areguá, 5 de juny de 1940) fou un futbolista paraguaià de la dècada de 1960.
Fou 35 cops internacional amb la selecció del Paraguai.
Pel que fa a clubs, defensà els colors de Cerro Porteño i Independiente, com a principals equips.

## Referències

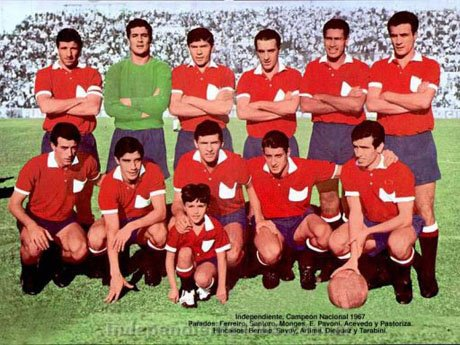
Independiente campió el 1967. Monges és el tercer dempeus, d'esquerra a dreta.